# Mesón de San Rafael

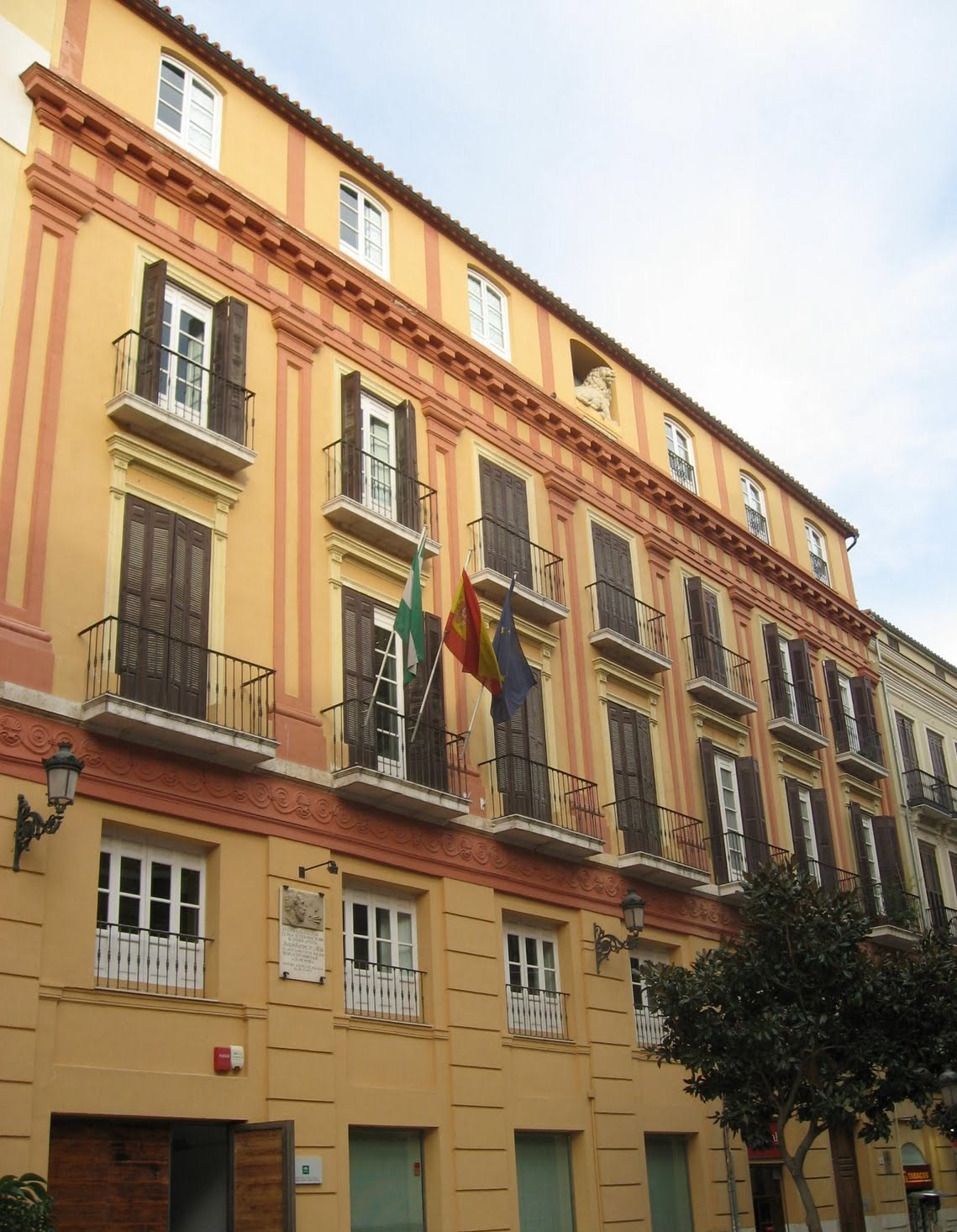
Sede de Turismo Andaluz S.A. en Málaga.

El antiguo mesón de San Rafael es un inmueble de la ciudad de Málaga (España), situado en calle Compañía. El conjunto se ubica en las proximidades de las antiguas puertas de acceso a Málaga, en una zona que históricamente estuvo dedicada a la hostelería, con probable origen en los funduq musulmanes, habiéndose mantenido, tanto la actividad como la trama urbana, hasta la Edad Moderna y Contemporánea, contribuyendo a configurar, en gran medida, el paisaje de esta parte de la ciudad. Resulta muy característico como mesón-tipo de estilo neoclásico, cuyas formas remiten a un lenguaje clasicista, con pequeñas concesiones ornamentales, ocupando el inmueble el interior de la manzana.
Este edificio alberga la sede de la Empresa Pública Turismo Andaluz.

## Descripción
El acceso al antiguo mesón de San Rafael se realiza a través de un pasaje abovedado de 18 metros de longitud ubicado en el número 38 de la calle Compañía, configurándose mediante una amplia fachada con una sola crujía que fue construida a mediados del siglo XIX, según proyecto del arquitecto municipal Cirilo Salinas, manteniéndose dentro de este ámbito la dilatación que se producía previa a la puerta.
En el año 2000 se llevó a cabo la rehabilitación del inmueble, siendo en la actualidad la sede de la sociedad mercantil del sector público andaluz Turismo Andaluz, S.A., dependiente de la Consejería de Turismo, Comercio y Deporte. La intervención se centró en la totalidad del inmueble destacando las cuatro partes que lo identifican con claridad que son: el cuerpo exterior con fachada a la calle Compañía, el gran patio central, el corralón situado al este y el patio alargado que se desarrolla hacia el norte.

### Fachada
La fachada de la vivienda número 38 queda descentrada, y tanto la planta baja como la entreplanta se articulan mediante la disposición de pilastras resaltadas y fajadas en módulos. El paso a la primera planta se realiza mediante la disposición de un friso con roleos y palmas, e inmediatamente se dispone un orden gigante de pilastras cajeadas sobre basa, y entre cada espacio un doble piso de balcones, rematado por un friso clásico denticulado. El cuerpo de ático se desarrolla de forma más sencilla, destacando en el centro un nicho que alberga la escultura monumental de un león, que hace referencia al nombre de su promotor, León Bendicho.

### Interior
El interior presenta un patio con columnas procedentes del antiguo convento desamortizado de la Merced, que fueron labradas en el siglo XVI, incorporándose a la rehabilitación del bien en el año 2000.
El antiguo mesón de San Rafael data de 1865, desconociéndose su autor. Fue realizado sobre un solar procedente de los derribos de la muralla, ejecutados a finales del siglo XVIII, y de la Puerta Nueva derribada a comienzos del siglo XIX, ocupando el interior de la manzana.
La estructura del mesón gira en torno a tres ámbitos espaciales de configuración diversa, pero bien definidos, compuestos por dos patios con galería y un patio cubierto por un lucernario, y alrededor de ellos se dispone el resto de las dependencias.

### Patio central
El patio principal, de mayores dimensiones, es de planta rectangular con el eje mayor en la dirección noreste-sureste, y cuya fachada interior se compone de tres cuerpos de arquerías formados por seis vanos los lados mayores y tres en los menores, apoyando sobre gruesos machones que sustentan arcos de medio punto en los lados de mayor longitud y arcos carpaneles en los menores. La galería perimetral de la primera planta se cierra con una barandilla de hierro en tres de sus lados, y de madera y vidrio en el cuarto, conformando todo el conjunto un gran espacio diáfano. En este cuerpo se prolongan en las esquinas los machones de ladrillo de la planta inferior, quedando los paños perimetrales formados por arcos carpaneles que apoyan sobre columnas de piedra artificial de color rojizo, con capiteles de estilo corintio. Coronando estos dos niveles de arquería se dispone una cenefa perimetral, a modo de imposta, acabadas con relieve de escayola, abriéndose por encima de ellas arcos de medio punto, correspondientes al tercer nivel, a través de los cuales se ilumina y ventila el patio, el cual se cubre con una estructura a dos aguas de teja de cerámica curva sobre tablazón.

### Corralón
Por el lado sureste del patio principal se accede al segundo patio casi cuadrado de tres plantas, con cuatro galerías perimetrales de fábrica que daban a las habitaciones, pero con la rehabilitación también se han liberado dichos espacios. Hay que destacar las columnas sobre zapatas del primer nivel. En el lateral sureste de este patio se abre la escalera principal, de tipo imperial, en donde destaca el desembarco de la primera planta, formalizado mediante tres arcos apoyados sobre pedestales cúbicos de madera, que descansan sobre columnas con capiteles dóricos y bases de hojarasca. En la segunda planta los arcos apoyan sobre pies derechos de madera. La barandilla de los tramos es de fundición.

### Patio alargado
El último tramo lo forma un espacio perpendicular al patio central, cuyo acceso se realiza a través de una de sus crujías desde el ángulo noreste, presentando una forma alargada que tras la rehabilitación cuenta con un espacio más diáfano. El tramo final con salida a la calle Arcos de la Cabeza es utilizado actualmente como almacén, realizándose en la parte superior una sala destinada a sala de conferencias, auditorio y teatro con su correspondiente caja escénica. Este espacio se forma mediante un vestíbulo en forma de puente entre la parte del gran patio central y el patio triangular cubierto mediante lucernario.